# シゲトゥ・マルマツィエイ
シゲトゥ・マルマツィエイ （ルーマニア語: Sighetu Marmaţiei / Sighetul Marmaţiei;  ウクライナ語: Сигіт; ハンガリー語: Máramarossziget; ルシン語: Syhot; イディッシュ語: סיגעט-Siget）は、ルーマニア、マラムレシュ県の都市。「シゲトゥ」は「シィゲトゥ」とも表記する。シゲト（Sighet）とも呼ばれる。ウクライナのザカルパッチャ州と接し、イザ川近くにある。ハンガリー語名マーラマロシゲトは、「マーラマロシュ県（ハンガリー王国時代の県）の島（sziget = 島）」を意味する。

## 統計
2002年調査時の市人口は44,185人だった。
- ルーマニア人 - 79.73%
- ハンガリー人 - 15.80%
- ロマ人 - 1.08%
- ウクライナ人とルシン人 - 2.97%

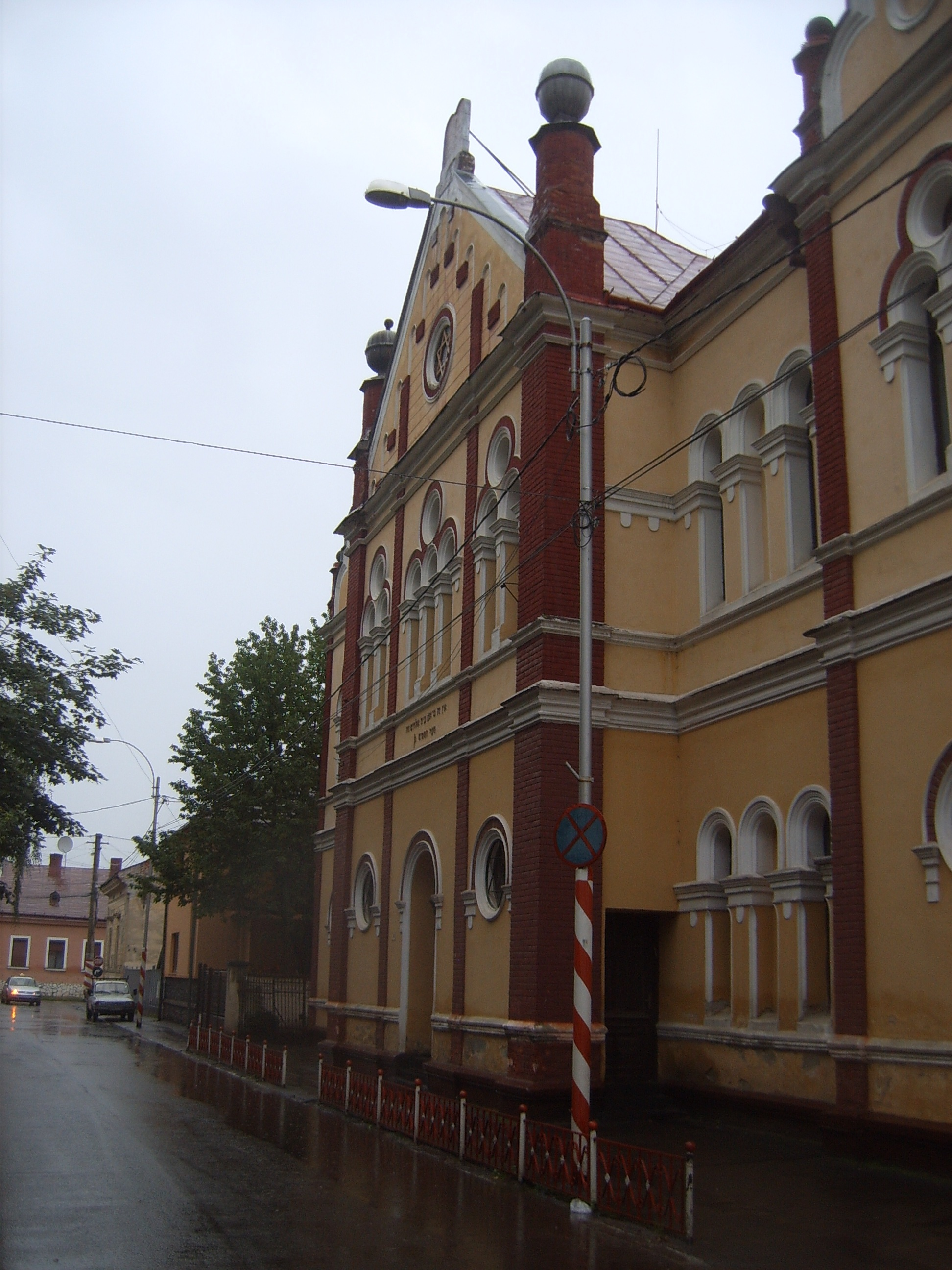
シゲトのシナゴーグ

1910年の調査によると、市は人口21,370人で、そのうち17,542人 (82.1%) はハンガリー語話者、2,002人 (9.4%) がルーマニア語話者、1,257人 (5.9%) がドイツ語話者、32人がウクライナ語話者であった。ユダヤ人人口は7,981人であった。彼らはハンガリー人とドイツ人人口に含まれていた。5,850人の正教会信徒と、4,901人のカトリック教徒がいた。

## 歴史
ハルシュタット文明以後に定住が始まり、都市ができあがったのはティサ川谷をたどる重要な交通路であった。定住地が最初に歴史に登場したのは11世紀に遡り、市としては1326年に名前が登場した。1352年、ハンガリー王国の王立自由都市、およびマーラマロシュ県の県都となった。
1556年から、フスト城のように定住地はトランシルヴァニア公の住居が置かれた。1570年から1733年まで、町と県はトランシルヴァニア公国に含まれた。1733年、ハンガリー王でもあった神聖ローマ皇帝カール6世は市の自治を撤回し、自分のハンガリーでの封土とした。
シゲトゥ・マルマツィエイは、ハンガリー王国内での、ルーマニア、ルシン、ユダヤの文化と政治の中心地であった。ユダヤ人共同体はタイテルバウム家が率いていた。彼らはユダヤ宮廷サトマール派も率いていた。
第一次世界大戦末期、市はルーマニア王国へ併合された。ウィーン裁定の結果、第二次世界大戦中にはハンガリーの行政下へ戻った。1944年まで続いたハンガリー支配時代、2万人を越えるシゲトのユダヤ人たちがアウシュヴィッツ強制収容所やその他の強制収容所へ送られた（中には、ノーベル平和賞受賞者エリ・ヴィーゼルも含まれていた）。現在、市に住むユダヤ人はわずか21人しかいない。
大戦後のパリ条約で、ウィーン裁定は破棄され、シゲトはルーマニアへ返還された。

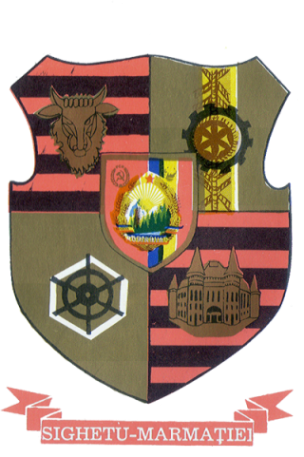
社会主義共和国時代のシゲトの紋章

## シゲト刑務所
ルーマニア共産主義政権成立後、1950年代から1960年代にかけて、セクリタテアが「人民の敵」とした公の人物を政治的抑圧するためにシゲト刑務所を運営していた。収容者の中には、元ルーマニア首相ユリウ・マニウ（1953年没）が含まれていた。現在、刑務所は博物館に変えられ、共産主義政権下の犠牲者を記念する地となっている。

## 著名な出身者

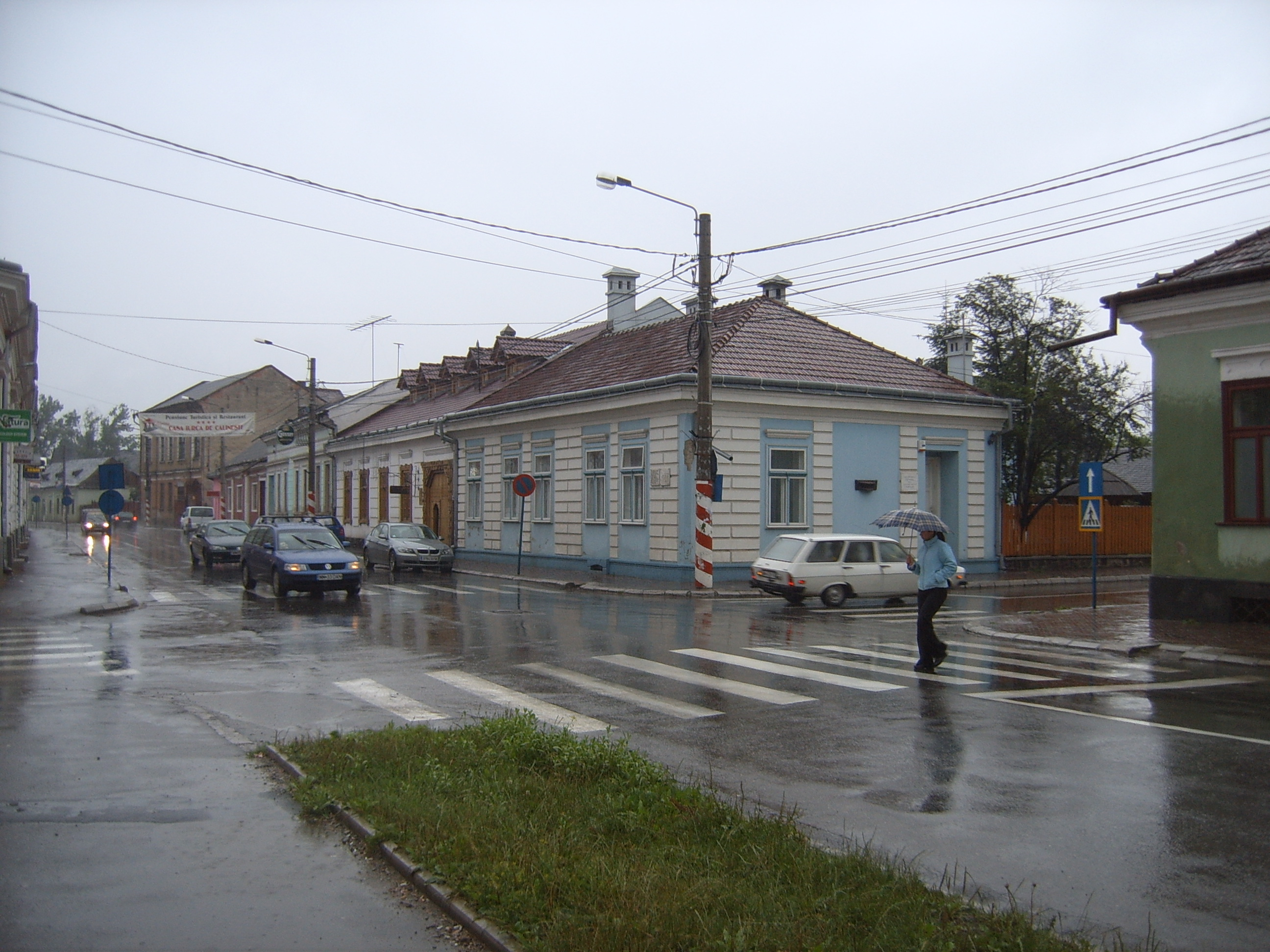
エリ・ヴィーゼルの生家

- エリ・ヴィーゼル

## 姉妹都市
- オワヴァ (en)、ポーランド
- コロムィーヤ (en)、ウクライナ

## 参照
1. ↑  『地球の歩き方 2017〜18  ブルガリア／ルーマニア』ダイヤモンド・ビッグ社、2017年、265頁。ISBN 978-4-478-06019-3。
2. ↑  2002 census data
3. ↑  Atlas and Gazetteer of Historic Hungary 1914, Talma Kiadó ISBN 9638568348